# Gymnothorax mareei
Gymnothorax mareei es una especie de pez de la familia de los morénidas en el orden de los Anguilliformes.

## Morfología
Los machos pueden llegar a alcanzar los 40 cm de longitud total.

## Distribución geográfica
Se encuentra desde el Senegal hasta Angola, incluyendo la isla de Santa Helena.